# 743年
| 千纪： | 1千纪                                                                                           |
| 世纪： | 7世纪 \| 8世纪 \| 9世纪                                                                         |
| 年代： | 710年代 \| 720年代 \| 730年代 \| 740年代 \| 750年代 \| 760年代 \| 770年代                       |
| 年份： | 738年 \| 739年 \| 740年 \| 741年 \| 742年 \| 743年 \| 744年 \| 745年 \| 746年 \| 747年 \| 748年 |
| 纪年： | 癸未年（羊年）；唐（新罗）天寶二年；日本天平十五年；渤海国大興六年                              |

## 大事记
- 日本採行「墾田永年私財法」，承認土地私有，開啟莊園制度。